# 渡辺剛二
渡辺 剛二（わたなべ ごうじ、1886年〈明治19年〉9月24日 - 1959年〈昭和34年〉7月11日）は、日本の実業家、医師である。宇部興産（現・UBE）初代会長。

## 略歴
1886年（明治19年）、山口県厚狭郡宇部村（現宇部市）でのちに沖ノ山炭坑（UBEの前身）を創業する渡辺祐策の次男として生まれる。熊本医学専門学校を経て京都帝国大学医学部を卒業し、父・祐策が創業した沖ノ山炭鉱の医局設立に携わる。
1934年（昭和9年）、祐策の死去に伴い沖ノ山炭坑の社長を引き継ぐ。1942年（昭和17年）、宇部興産設立に伴い同社会長に就任。また、山口県議会議長や山口県医師会長も兼務し、山口県立医学専門学校（のちの山口県立医科大学、現山口大学医学部）の設立に尽力した。
1959年（昭和34年）7月11日死去。 72歳没。同年10月、剛二が「科学技術の振興と有為な人材育成にと遺言遺贈した宇部興産の株式29万株と、現金100万円を元に渡辺記念学術奨励会（現UBE学術振興財団）が発足した。

## 家族・親族
妻としてフミコを迎えるも三女を出産後30歳で死去。三宅宗悦の姉・柔子（なりこ）と再婚している。俳人としての才覚をもった柔子は『ホトトギス』同人でもあり、宇部市の俳句会では世話役を務めた。医師の家で育った柔子は父を看病した体験があり、献身的な看護で義父である祐策の最期を看取ったという。
- 父：渡辺祐策 - 沖ノ山炭坑創業者、元衆議院議員。
- 長男：渡辺浩策 - 元宇部興産中央病院長
- 孫：渡辺裕志 - 元宇部興産機械常務